# Adlullia boleora
Adlullia boleora är en fjärilsart som beskrevs av Swinhoe 1892. Adlullia boleora ingår i släktet Adlullia och familjen tofsspinnare. Inga underarter finns listade i Catalogue of Life.